# Maison au 12, rue de l'Église à Ensisheim
La maison au 12, rue de l'Église est un monument historique situé à Ensisheim, dans le département français du Haut-Rhin.

## Localisation
Ce bâtiment est situé au 12, rue de l'Église à Ensisheim.

## Historique
L'édifice fait l'objet d'une inscription au titre des monuments historiques depuis 1935.